# Gmina Biskupija
Biskupija (w zapisie cyrylicą serbską Бискупија) – miejscowość i gmina w Chorwacji, położona w żupanii szybenicko-knińskiej.

## Demografia
Większość mieszkańców to Serbowie. Populacja: 1696 mieszkańców (2011).
| Liczba ludności | Liczba ludności | Liczba ludności | Liczba ludności | Liczba ludności | Liczba ludności | Liczba ludności | Liczba ludności | Liczba ludności | Liczba ludności | Liczba ludności | Liczba ludności | Liczba ludności | Liczba ludności | Liczba ludności |
| --------------- | --------------- | --------------- | --------------- | --------------- | --------------- | --------------- | --------------- | --------------- | --------------- | --------------- | --------------- | --------------- | --------------- | --------------- |
| 1857            | 1869            | 1880            | 1890            | 1900            | 1910            | 1921            | 1931            | 1948            | 1953            | 1961            | 1971            | 1981            | 1991            | 2001            |
| 954             | 1055            | 1014            | 1167            | 1289            | 1382            | 1289            | 1328            | 1299            | 1353            | 1360            | 1210            | 1005            | 953             | 466             |

## Miejscowości w gminie
| - Biskupija - Markovac - Orlić - Ramljane | - Riđane - Uzdolje - Vrbnik - Zvjerinac |